# Llano Verde, Santa Cruz Zenzontepec
Llano Verde är en ort i Mexiko.   Den ligger i kommunen Santa Cruz Zenzontepec och delstaten Oaxaca, i den sydöstra delen av landet, 400 km söder om huvudstaden Mexico City. Llano Verde ligger 862 meter över havet och antalet invånare är 183.
Terrängen runt Llano Verde är huvudsakligen kuperad, men söderut är den bergig. Terrängen runt Llano Verde sluttar västerut. Runt Llano Verde är det glesbefolkat, med 17 invånare per kvadratkilometer. Närmaste större samhälle är Santa Cruz Tihuixte, 13,5 km sydväst om Llano Verde. I omgivningarna runt Llano Verde växer huvudsakligen savannskog.